# Samefolkets Parti
Samefolkets Parti (SfP) (Samiska: Sámeálbmot Bellodat) är ett politiskt parti i Norge inrättad av Norske Samers Riksforbund. Partiet går till val vid sametinget och landstingsvalet i Finnmark fylke. 2001 och 2005 gick man även till val i stortingsvalet. 
Partiet har nu partigrupper i  Alta, Nesseby, Tana, Karasjok, Kautokeino, Oslo och på Vestlandet. 
Partiledaren är Birger Nymo och i styrelsen finner vi även Ingrid Nordal, Inga Pettersen, Klemet Erland Hætta og Brit Kåven. Den förra partiledaren var Terje H. Tretnes. Toppkandidaten till stortingsvalet 2005 var Jánoš Trosten från Tana. 
Vid stortingsvalet i Finnmark (hela landet inom parentes) fick Samefolkets parti följande resultat:
- 2001  564 röster, 1,5 % (0,021% i hela landet)
- 2005  704 röster, 1,8 % (0,027% i hela landet)

Partiet har ett mandat i Kautokeino och en representant i fylkestinget i Finnmark efter valet 2011.